# FM-synthese
FM-synthese is een op frequentiemodulatie gebaseerde geluidssynthesetechniek die in de jaren 1970 werd ontwikkeld door John Chowning. Eigenlijk gebeurt er bij FM-synthese hetzelfde als bij vibrato: het moduleren van de frequentie van een oscillator of ander brongeluid (carrier) door een andere oscillator (modulator).
Bij vibrato is de modulator meestal een LFO, zodat de toonhoogteveranderingen hoorbaar zijn. Bij FM is de frequentie van de modulator zo hoog dat de toonhoogteveranderingen op zich niet meer hoorbaar zijn. In plaats daarvan is een andere, vaak rijkere, klank te horen die uit de verschil- en somfrequenties van beide oscillatoren bestaat; de golfvorm van de carrier verandert.
Als de frequenties van de carrier en de modulator zich volgens gehele getallen verhouden ontstaat er een harmonische klank. Is deze verhouding geen heel getal dan ontstaat een disharmonische klank, iets dat vooral dienstbaar kan zijn voor het synthetiseren van klokken, metaalgeluiden en percussieve geluiden. In de simpelste vorm wordt bij FM gebruikgemaakt van sinusoscillatoren. Het aantal beschikbare oscillatoren kan op verschillende manieren gecombineerd worden, zodat een al gemoduleerd signaal weer als modulatiebron voor een andere oscillator kan dienen.

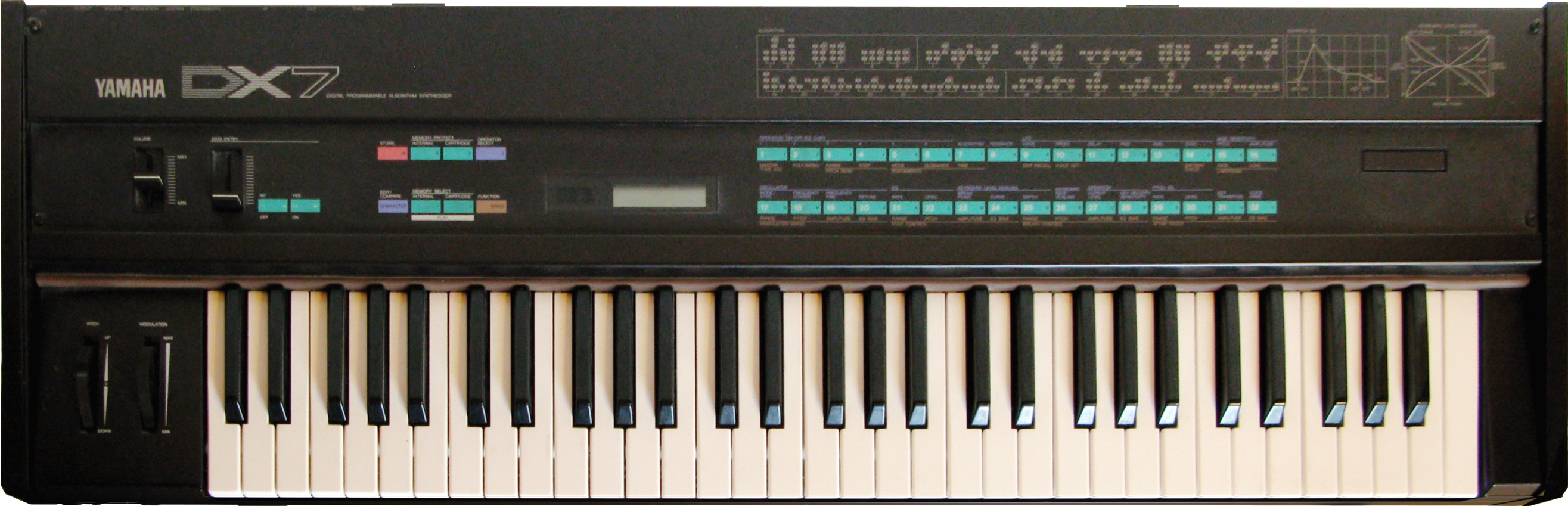
Yamaha DX7

Een beroemde synthesizer die gebaseerd is op een gerelateerde techniek is de Yamaha DX7. Nadat John Chowning bij Yamaha kwam werken, is daar een variant van FM, fasemodulatie voor geluidssynthese, gedefinieerd en gepatenteerd. Strikt genomen zijn de synthesizers van Yamaha dus geen FM-synthesizers. Echter werd die term wel door Yamaha gebruikt in reclame-uitingen, vooral omdat de term FM bekender was dan de nieuwe fasemodulatietechniek. Een groot voordeel van fasemodulatie is dat het vrij eenvoudig en goedkoop kan worden geïmplementeerd op computerchips. Dit in tegenstelling tot FM, dat meer geschikt is voor analoge componenten. De DX7 had zes oscillatoren per noot, door Yamaha operators genoemd, en 32 algoritmes. Algoritmes zijn in deze context de manieren waarop de oscillatoren met elkaar verbonden zijn en elkaar moduleren. In de jaren 1980 heeft Yamaha een groot en divers aantal chips op de markt gebracht die geluid produceerden via fasemodulatie. Deze werden in veel verschillende producten verwerkt, onder aandere speelgoed, arcadegames, homecomputers en karaokemachines.
De eerste geluidskaarten van het type 'Soundblaster' waren ook gebaseerd op een Yamaha PM (Phase Modulation, fasemodulatie) synthesechip, de OPL2. Deze had slechts twee oscillatoren per stem. Door dit feit en het feit dat diverse parameters een zeer lage resolutie hadden, waardoor subtiele aanpassingen onmogelijk waren, klonk de chip synthetisch.